# Snöklocka
Snöklocka (Leucojum vernum), även kallad Klosterlilja, är en amaryllisväxt som beskrevs av Carl von Linné. Ej att förväxla med sommarsnöklocka, Leucojum aestivum, som ibland felaktigt saluförs som ”Klosterlilja” eller ”Klosterklocka”.

## Beskrivning
Snöklockan blir 15–20 hög och doftar gott. Den vita blomman har 6 kalkblad, alla lika långa. Blomningstiden är april–maj. Lökar sätts bäst på hösten, dock ej mycket sent. Den börjar nämligen skjuta nya rötter på sensommaren.
Den bäst kända växtlokalen i Sverige för snöklockan (Klosterliljan) är vid Vadstena kloster. Växten tros ha förts dit av munkar under medeltiden och har sedan förvildats från den gamla munkträdgården. Idag har den blivit något av en turistattraktion då den varje vår blommar i tusental likt ett stort vitt hav under fruktträden.
Snöklockans blad ser ganska lika ut som snödroppens, men blommorna skiljer sig åt. Snöklocka har en karakteristisk gul eller grön fläck i spetsen på alla de 6 lika långa kronbladen, medan snödroppar har 3 korta och 3 långa kronblad, och bara de korta kronbladen är fläckade, och dessa fläckar är nästan alltid gröna. Snöklockan är dessutom större än de flesta snödroppar.

## Underarter
Arten delas in i följande underarter:
Med gula fläckar:
- Leucojum vernum subsp. carpathicum (Loudon) A.E.Murray, 1983
- Leucojum vernum var. carpathicum Sweet, 1826

Med gröna fläckar:
- Leucojum vernum L. var. vernum

En variant med två blommor per stjälk går under namnet Leucojum vernum var. wagneri

## Biotop
Soligt eller halvskuggigt läge. Jorden bör vara fuktighetshållande. 
Snöklockan förökar sig genom självsådd och sidolökar så att den kan bilda hela mattor.

## Bilder

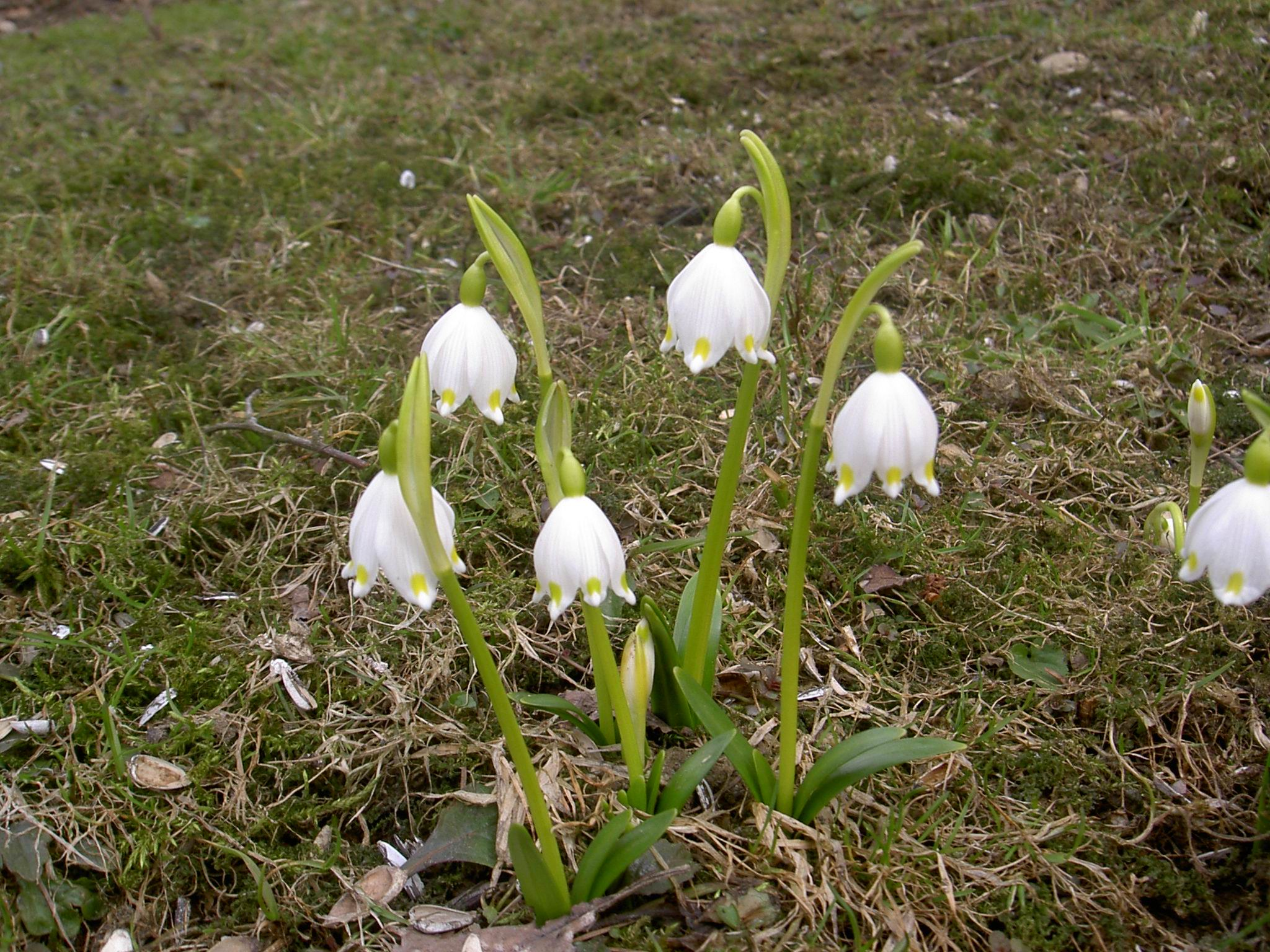
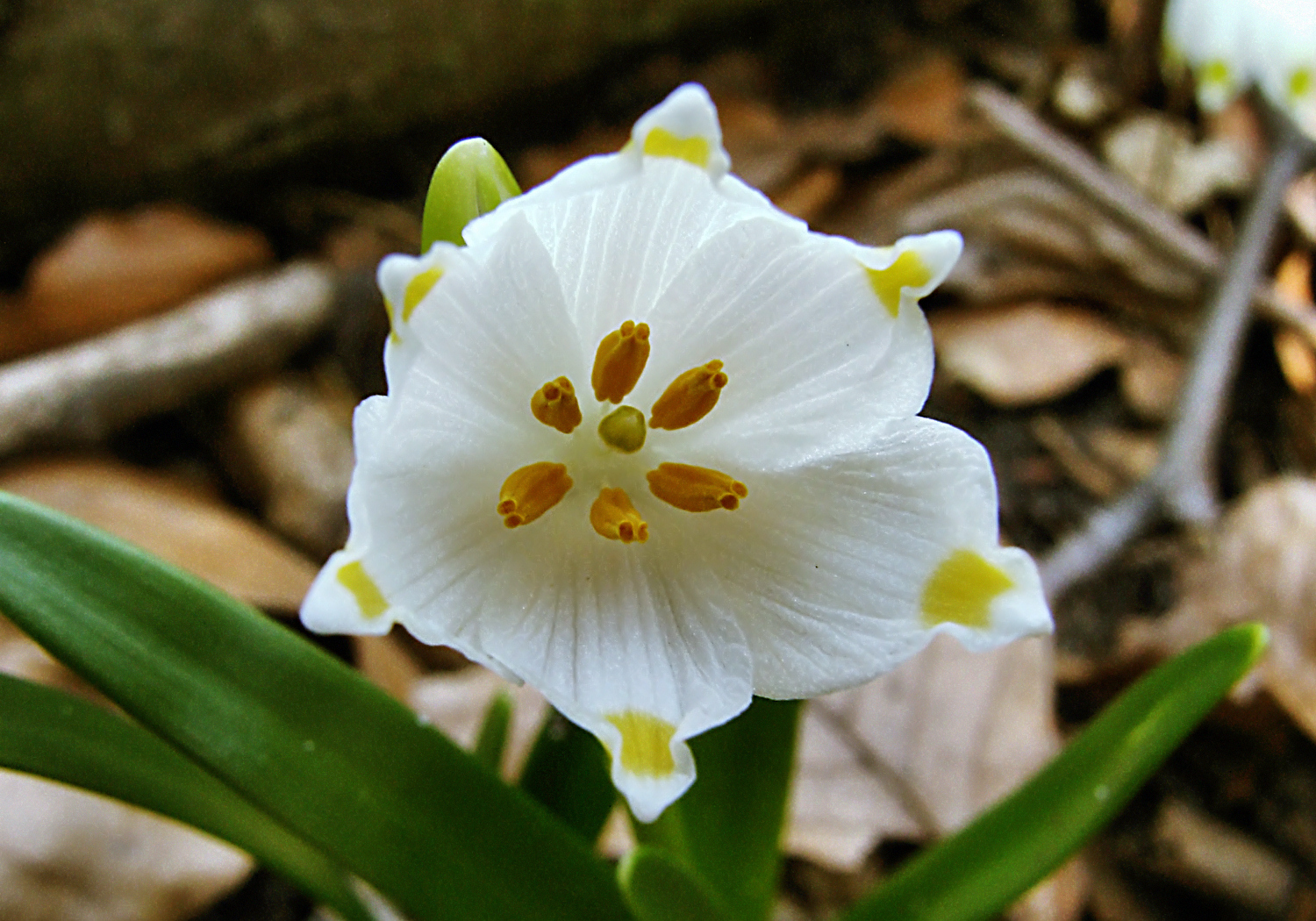

## Habitat
Härdig inom svensk odlingszon I–IV.